# Каспийское побережье России
России принадлежит 695 км каспийского побережья. Каспийское море расположено между Казахстаном на севере и Азербайджаном на юге. Омывает юго-восток Астраханской области и Калмыкии и восток Дагестана. Береговая линия, расположенная на 27 м ниже уровня мирового океана, довольно изрезанная: Кизлярский и Аграханский заливы, Аграханский полуостров, острова Большой Сетной, Зюдев, Тюлений, Чечень.

## Рельеф
Берега Прикаспийской низменности низменные и очень отлогие, характеризуются широким развитием осушек, образующихся в результате сгонно-нагонных явлений. Здесь также развиты дельтовые берега (дельты Волги, Терека, Сулака) с обильным поступлением терригенного материала. К югу от Махачкалы вдоль северо-восточного склона Большого Кавказа узкой полосой протягивается Приморская низменность с песчаными пляжами шириной 100—400 м и серией морских террас на высоте -20-200 м.

## Климат
Климат побережья Астраханской области и Калмыкии резко континентальный, с морозной ветреной зимой (ср. t° января -6°С), климат дагестанского побережья континентальный с прохладной малоснежной зимой на Терско-Кумской и Терско-Сулакской низменностях (ср. t° января от -2,5 до -5,2°С) и тёплой влажной зимой на Приморской низменности (ср. t° января 0,8-1°С). Лето на всём побережье сухое и жаркое (ср. t° июля 24-25°С). Часты засухи, суховеи, песчаные и пыльные бури. Годовое количество осадков увеличивается с севера на юг от 200 до 400 мм. Для Прикаспийской низменности характерен весенне-летний максимум осадков, для Приморской низменности — осенне-зимний.
Температура воды на поверхности моря в районе дельты Волги зимой составляет -0,3°С, повышаясь до 3,2°С в районе Дербента. Севернее Аграханского полуострова Каспийское море зимой полностью сковано льдом. У берегов Южного Дагестана море замерзает только в суровые зимы. Летом поверхностные воды повсюду прогреваются до 23-28°С. Солёность Каспийского моря изменяется от менее 1 ‰ у дельты Волги до 12 ‰ у берегов Приморской низменности.

## Реки
Крупнейшей рекой, питающей Каспийское море, является Волга, разветвляющаяся на 500 рукавов и протоков в пределах всего побережья Астраханской области. На границе Калмыкии и Дагестана протекает Кума, воды которой обычно не достигают Каспийского моря. Реки Терек и Сулак при впадении в море образуют обширные дельты с руслами современных и отмерших рукавов и проток. На Приморской низменности в море впадают короткие горные речки Гамриозень, Уллучай, Рубас и др. По дельте реки Самур проходит российско-азербайджанская граница.

## Растительность
На побережье Калмыкии развиты пустыни со злаково-полынно-прутняковой растительностью на бурых почвах в комплексе с солончаками и песчаными массивами. На побережье Северного Дагестана преобладают злаково-полынные и полынно-солянковые полупустыни с фрагментами лугово-болотно-степных и сухостепных комплексов на светло-каштановых, бурых и слаборазвитых песчаных почвах. На приморской низменности ближе к предгорьям развиты разнотравно-полынно-злаковые сухие степи на каштановых почвах. В дельте Волги произрастают пойменные леса и тростниковые заросли по берегам многочисленных протоков и пресных озёр (ильменей), а также луга на аллювиальных почвах. Для дельт Терека и Сулака типичны плавни с тростниково-болотной растительностью, пойменные леса на аллювиально-луговых и лугово-болотных почвах. В дельте Самура произрастают дубовые, грабовые, осокоревые леса с лианами на аллювиальных лугово-лесных почвах, по периферии сменяющиеся кустарниковыми сообществами из держидерева. Охраняемые природные территории каспийского побережья России представлены Астраханским и Дагестанским заповедниками, Аграханским и Самурским федеральными заказниками, многочисленными памятниками природы.

## Экологические проблемы
В последние десятилетия в связи с подъёмом уровня Каспийского моря происходит обширное подтопление земель, затронувшее сельхозугодья, промышленные предприятия, очистные сооружения, линии связи, склады ядохимикатов, разрушены и находятся в аварийном состоянии многие жилые здания. Происходит загрязнение поверхностных и грунтовых вод углеводородами, пестицидами, фенолами, тяжёлыми металлами. Подтопление разрабатываемого Каспийского нефтегазоносного месторождения приводит к загрязнению прибрежной части акватории Каспийского моря. Остро стоит проблема питьевого водоснабжения в связи с ухудшением качества вод.

## Города
Непосредственно на берегу Каспийского моря стоят шесть российских городов: Махачкала, Дербент (до 2014 года, когда в состав России вошел Крым с древнейшим городом Керчь, Дербент был самым древним городом России, Дагестан), Каспийск, Избербаш, Дагестанские Огни, Лагань. Вдоль всего побережья проходит единственная железная дорога, связывающая Россию и Азербайджан.

## Туризм
Туризм в российской части Прикаспия не получил такого развития, как на черноморском побережье, хотя до распада Советского Союза здесь был накоплен мощный потенциал туристско-рекреационного комплекса: санатории, дома отдыха, турбазы, пионерские лагеря. Без помощи государства возродить туристическую индустрию каспийского побережья нереально. Для привлечения инвесторов в развитие туристической отрасли на федеральном уровне созданы «Стратегия развития туризма на российском побережье Каспийского моря» и Федеральная целевая программа «Юг России». Основные объекты санаторно-курортного назначения каспийского побережья планируется разместить на Приморской низменности на территориях, обладающих обширными неосвоенными прибрежными полосами, необходимой транспортной инфраструктурой, значительными запасами лечебных грязей и минеральных вод.